# ラジカル (化学)
ラジカル (radical) は、不対電子をもつ原子や分子、あるいはイオンのことを指す。フリーラジカルまたは遊離基（ゆうりき）とも呼ばれる。
また最近の傾向としては、C2, C3, CH2 など、不対電子を持たないがいわゆるオクテット則を満たさず、活性で短寿命の中間化学種一般の総称として「ラジカル（フリーラジカル）」と使う場合もある。

## 概要
通常、原子や分子の軌道電子は2つずつ対になって存在し、安定な物質やイオンを形成する。ここに熱や光などの形でエネルギーが加えられると、電子が励起されて移動したり、あるいは化学結合が二者に均一に解離（ホモリティック開裂）することによって不対電子ができ、ラジカルが発生する。
ラジカルは通常、反応性が高いために、生成するとすぐに他の原子や分子との間で酸化還元反応を起こし安定な分子やイオンとなる。ただし、1,1-ジフェニル-2-ピクリルヒドラジル (DPPH) など、特殊な構造を持つ分子は安定なラジカルを形成することが知られている。
多くのラジカルは電子対を作らない電子を持つため、磁性など電子スピンに由来する特有の性質を示す。このため、ラジカルは電子スピン共鳴による分析が可能である。さらに、結晶制御により分子間でスピンをうまく整列させ、極低温であるが強磁性が報告されたラジカルも存在する。1991年、木下らにより報告されたp-Nitrophenyl nitronylnitroxide (NPNN)が、最初の有機強磁性体の例である (Tc=0.6K) 。
紛らわしい表現として、活性酸素のことを単に「ラジカル」と呼ぶケースもある。これは、活性酸素として働く分子が、ヒドロキシルラジカルなど反応性の高いラジカルであるためであるが、ラジカルの全てが活性酸素として働くわけではない。

## 歴史

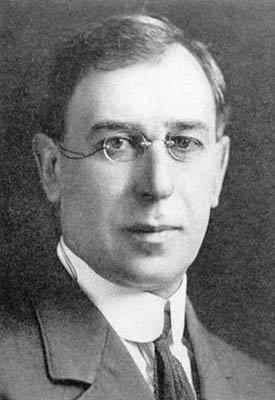
モーゼス・ゴンバーグ（1866–1947年）、ラジカル化学の創始者

燃焼を始めとしてラジカルが関与する化学反応は数多く存在するが、実体としてのラジカルが発見されたのは20世紀の始めであった。一方、ラジカル（基、radical）という用語は実体としてのラジカルが発見されるより以前より存在しており、それは今日の置換基に相当する用語であり、例えば-CH3をMethyl radical（メチル基）というように使われた。
化学結合と価電子との関係が体系付けられたのは、1910年にG.N.ルイスが発表した価電子理論による。つまり、1本の共有結合が1組2つの電子から構成されることが明確になったのは20世紀以降のことである。一方、19世紀の化学では、ドルトンの倍数比例の法則から導かれる「価」の概念（記事 化学量論に詳しい）を元に、化学変化から構造変化を演繹することで実際の分子の構造が明らかにされていた（例えば、ケクレのベンゼン構造の提唱は1865年である）。すなわち、当初、ラジカルは化学変化する分子の部分構造（原子団）を示す用語であり、必ずしも反応中間体や実在する分子種を示す用語ではなかった。しかし、1900年にモーゼス・ゴンバーグが長寿命ラジカルであるトリフェニルメチルラジカルを発見するころから、「ラジカル」という用語に対する状況が一変する。
ゴンバーグらの発見により、共有結合を切断して生じる不対電子を持つような反応性の高い分子種の存在が明らかになり、部分構造を示す用語からの類推もあり、この類の実在する分子種はフリーラジカル（遊離基、free radical）と命名された。この定義により「基」という用語が二重の意味を持つようになった。すなわち用語の意味を厳密に言い表す際には部分構造の「基」は置換基、分子種の「基」は遊離基と言い表す必要が生じた。そして置換基の場合はその切断部位の電子状態は特に意図していないが、遊離基の場合は不対電子の存在と対応付けられている。また、表記上も置換基の場合は部分構造を示す化学式にハイフンを付けて置換基であることを示す（CH3-）のに対して、遊離基の場合は化学式にドットを付けて遊離基であることを示す（CH3・）。
近年においては、置換基を意味する基はradicalではなくsubstituteやgroupと呼び表されることが通常になったため、今日では特に断らない限り、単に「ラジカル」と言った場合は遊離基を意味する。
一方、ゲルハルト・ヘルツベルクがラジカルを分析する手段として分光法を発展させ、ラジカルの電子状態が詳しく調べられるようになった。その結果、ラジカルが単純に結合を切断した形で存在するのではなく、特に2つの結合を切ったようなビラジカル（またはバイラジカル;CH2など）では基底状態は不対電子を持たない形で存在することが明らかになった。一方で安定な分子の一部（O2など）も不対電子を持つことから、ヘルツベルクはラジカルに対して「不対電子をもつことにとらわれず、反応性の高い活性で短寿命の中間化学種一般の総称」という広い定義を彼の著書の中で使用した。これを受けてヘルツベルクと関連の深い、分子科学（化学物理）、化学反応論、宇宙化学の分野ではこの広い定義で扱われるようになった。

## ラジカル反応
ラジカルに1電子を奪われた分子が他の分子から電子を引き抜くと、その分子がさらにラジカルを形成するため、反応は連鎖的に進行する。反応はラジカル同士が反応して共有結合を生成するまで続く。このような反応をラジカル反応またはラジカル連鎖反応という。燃焼は最も良く知られたラジカル反応の1つであり、ハロゲン分子が炭化水素と反応しハロゲン化アルキルを生じるのもラジカル反応である。高分子合成においても過酸化ベンゾイル (BPO) やアゾビスイソブチロニトリル (AIBN) を開始剤とするラジカル重合が行われる。オゾンホールの原因となっているのは塩素原子のラジカルである。
ラジカルが関与する代表的な化学反応を次に示す。

### ラジカル置換反応
つぎにメタンと塩素のラジカル置換反応の例を示す。
- 塩素分子が光 (hν) または熱（⊿）でラジカル解裂することで塩素ラジカルが発生する（式1）。
- 塩素ラジカルはメタンの水素から1電子を引き抜き塩化水素になり、メタンはメチルラジカルとなる。メチルラジカルは sp2 型の配座をとりラジカルはp軌道上に存在する（式2）。
- メチルラジカルは塩素分子1電子を引き抜きクロロメタンになり、再び塩素ラジカルが再生する（式3）。
- 塩素ラジカル同士で1電子授受するとラジカルは消滅し、塩素分子となる（式4）。
- メチルラジカル同士で1電子授受するとラジカルは消滅し、エタンとなる（式5）。

### ラジカル付加反応
次に臭化水素 (HBr) のアルケンへのラジカル付加反応の例を次に示す。
- 酸素による空気酸化あるいは過酸化物などのラジカル開始剤が存在する場合、ラジカルが HBr から水素を引き抜き臭素ラジカルが発生する（式1）。
- 臭素ラジカルが炭素二重結合に付加する場合、生成する炭素ラジカルが安定な中間体が生成する。このラジカル付加の配向は、カルボカチオン中間体を経由する際のマルコフニコフ則と逆になる。その理由は炭素ラジカル近傍に置換基が多いほうがσ軌道の超共役による安定化の寄与が大になるためである（式2）。
- 炭素ラジカルが HBr から水素を引き抜き臭素ラジカルが再生する（式3）。
- 副生成物としてはラジカル終端反応によりオレフィンの2量体などが発生する（式4、5）。